# Oheb (přírodní rezervace)
Oheb je přírodní rezervace u města Seč v okrese Chrudim. Oblast spravuje Agentura ochrany přírody a krajiny ČR – RP Východní Čechy. Předmětem ochrany je zachování přirozených podhorských suťových lesů, reliktních borů a acidofilních bikových bučin. Jedná se o rozsáhlá suťoviska.
Na území rezervace se nachází zřícenina hradu Oheb.

## Fauna
Na skalních stanovištích se nacházejí hnízdiště výra velkého (Bubo bubo). Je to také význačné malakozoologické naleziště. V přírodní rezervaci Oheb bylo zjištěno 57 druhů suchozemských plžů, což  druhovou bohatostí odpovídá nejzachovalejším českým pralesům.

## Galerie

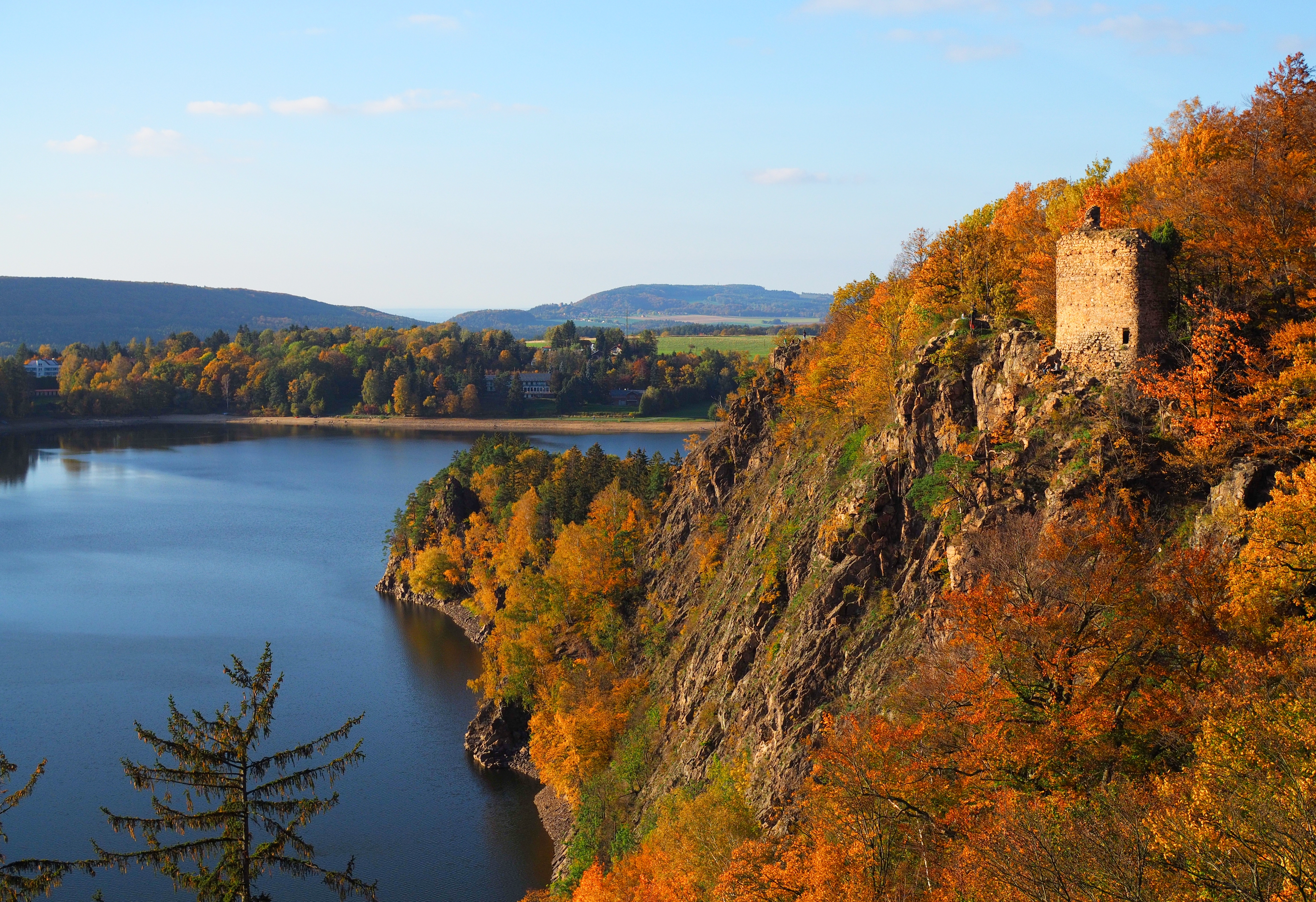
Sečská přehrada a zřícenina hradu Oheb
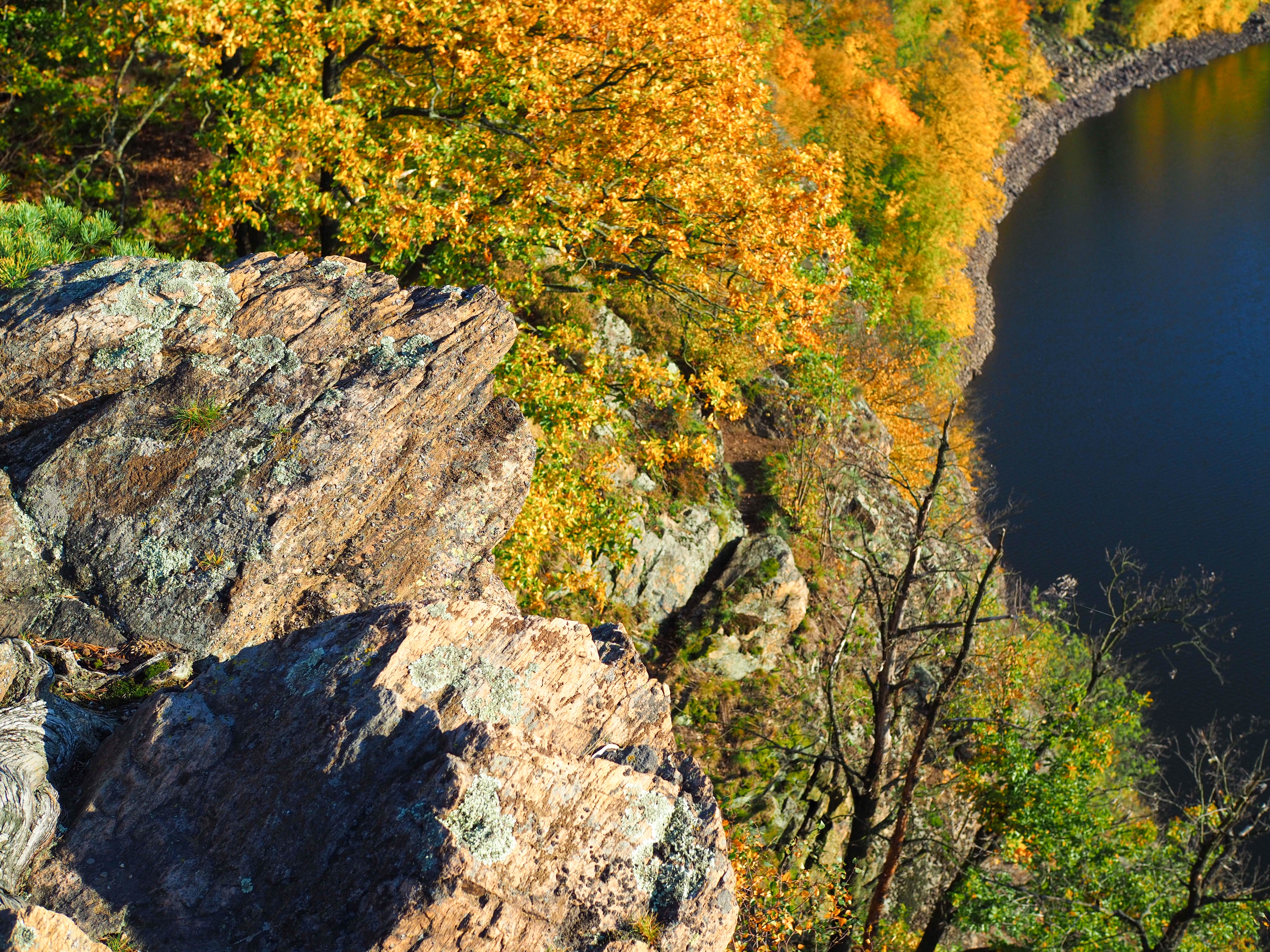
Skalní útvary nad přehradou
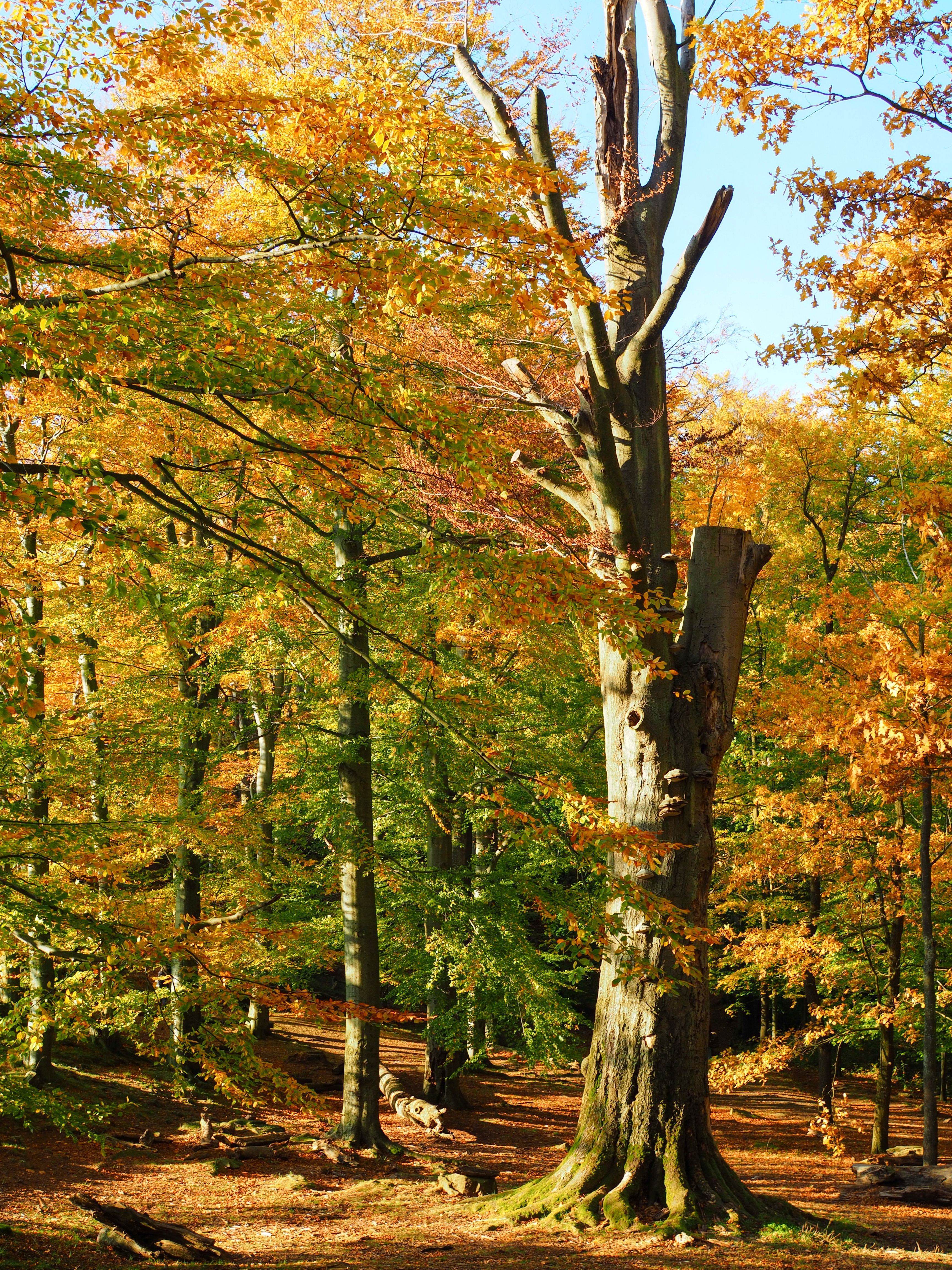
Přírodní les v rezervaci